# Ехэ-Горхон (посёлок)
Ехэ-Горхон — упразднённый в 2007 году посёлок Кижингинском районе Бурятии. Входил на год упразднения в сельское поселение «Нижнекодунский сомон».

## География
Расположен был в межгорной долине при речке Ехэ-Горхон.

## История
18 февраля 1981 года посёлок Ехэ-Горхон Заиграевского района передан в состав Нижнекодунского сомсовета Кижингинского района.
Упразднён посёлок 18 апреля 2007 года Постановлением Правительства Республики Бурятия от 18 апреля 2007 г. № 124.

## Население
| 2002 |
| ---- |
| 34   |

## Транспорт
На посёлок шла двухкилометровая подъездная дорога от автодороги регионального значения «Улан-Удэ — Заиграево — Кижинга — Хоринск» (143-й км — отворот направо).